# Euodynerus gaullei
Euodynerus gaullei är en stekelart som först beskrevs av Brethes 1920.  Euodynerus gaullei ingår i släktet kamgetingar, och familjen Eumenidae. Inga underarter finns listade i Catalogue of Life.